# Н’Дорам, Кевин
Кеви́н Н’Дора́м (фр. Kevin N'Doram; род. 22 января 1996 года, Нант, Франция) — французский футболист, защитник клуба «Мец».

## Клубная карьера
Н’Дорам является воспитанником «Монако». С 2014 года выступал за вторую команду. 11 января 2014 года дебютировал за неё в поединке против «Безье». Был игроком основы. Всего провёл за коллектив 33 игры. Летом 2015 года подписал с клубом свой первый профессиональный контракт.
С сезона 2015/2016 подтягивался к главной команде. Четырежды попадал в заявку на матч, но на поле так и не появлялся. Лишь в следующем сезоне, 20 августа 2016 года дебютировал в Лиге 1 в поединке против «Нанта».

## Семья
Кевин — сын бывшего игрока сборной Чада, «Нанта» и «Монако» Яфета Н’Дорама.